# Affaire Fretté contre France
Dans l’affaire Fretté contre France (requête no 36515/97), la  Cour européenne des droits de l'homme a dit dans l’arrêt du 26 février 2002 :
- par quatre voix contre trois, que le refus à un homme célibataire homosexuel, par les autorités françaises, d'un agrément en vue d'adopter un enfant, ne constituait pas une violation de l'article 14 de la Convention européenne des droits de l'homme combiné avec l'article 8  de cette convention, ce refus poursuivant un but légitime (protéger la santé et les droits des enfants concernés par la procédure d'adoption) et la justification avancée par le gouvernement français paraissant objective et raisonnable
- à l’unanimité, que l’impossibilité pour le requérant, lors de la procédure interne devant le Conseil d'État, de prendre connaissance des conclusions du commissaire du gouvernement (faute d'avoir été convoqué à l'audience) et d'obtenir avant l'audience le sens général de ces conclusions (faute de représentation par un avocat) constituait une violation de l'article 6 §  1 de la Convention.